# Clubiona pala
Clubiona pala là một loài nhện trong họ Clubionidae. Loài này được phát hiện ở Molukken.